# 뉴잉글랜드솜꼬리토끼
뉴잉글랜드솜꼬리토끼(Sylvilagus transitionalis)는 토끼과에 속하는 포유류의 일종이다. 뉴잉글랜드 지역에 파편적인 개체 분포를 보이며, 특히 메인주 남부 지역부터 뉴욕 남부 지역까지 분포한다. 이 종은 뉴잉글랜드솜꼬리토끼 분포 지역에 상당수 분포하는 동부솜꼬리토끼와 아주 많이 닮았다. 동부솜꼬리토끼가 이제는 더 흔하다.